# 飯野村 (三重県)
飯野村（いいのむら）は三重県河芸郡にあった村。現在の鈴鹿市の中部、神戸城の南方一帯および近鉄鈴鹿線・三日市駅の周辺にあたる。

## 地理
- 河川：金沢川、六郷川

## 歴史
- 1889年（明治22年）4月1日 - 町村制の施行により、河曲郡安塚村・三日市村および西条村・寺家村の各大部分、地子町村の一部（寺家新田）の区域をもって発足。
- 1896年（明治29年）4月1日 - 所属郡が河芸郡に変更。
- 1942年（昭和17年）12月1日 - 白子町・神戸町・稲生村・河曲村・一ノ宮村・箕田村・玉垣村・若松村・鈴鹿郡国府村・庄野村・高津瀬村・牧田村・石薬師村と合併して鈴鹿市が発足。同日飯野村廃止。

## 交通

### 鉄道路線
現在は旧村域に近鉄鈴鹿線の三日市駅が所在し、伊勢鉄道伊勢線が通過するが、いずれも当時は未開業。